# Azinho Solomon
Azinho Amunike Andre Junior Solomon (Kingstown, San Vicente y las Granadinas, 12 de octubre de 1994) es un futbolista sanvicentino que juega como mediocampista en el System 3 FC de la SVGFF Premier Division de San Vicente y las Granadinas. Es internacional con la selección de San Vicente y las Granadinas.

## Clubes
| Club        | País                         | Año       |
| ----------- | ---------------------------- | --------- |
| System 3    | San Vicente y las Granadinas | 2011-2015 |
| Empires     | Antigua y Barbuda            | 2015-2016 |
| System 3    | San Vicente y las Granadinas | 2016-2018 |
| Dutch Lions | Estados Unidos               | 2018      |
| Swetes      | Antigua y Barbuda            | 2018-2019 |
| Hoppers     | Antigua y Barbuda            | 2019      |
| Swetes      | Antigua y Barbuda            | 2019-2020 |
| System 3    | San Vicente y las Granadinas | 2020-     |

## Selección nacional
Debutó en la selección de San Vicente y las Granadinas el 21 de octubre de 2012 en un partido de clasificación de la Copa del Caribe de 2012 contra Guyana, entrando como sustituto de Shandel Samuel al minuto 75. Anotó su primer gol para San Vicente y las Granadinas el 7 de febrero de 2014 en un partido amistoso contra Dominica.

### Goles internacionales
Las puntuaciones y los resultados enumeran el recuento de goles de San Vicente y las Granadinas en primer lugar. 
| N.º | Fecha                    | Sede                                                                 | Adversario                | Gol  | Resultado | Competencia                                           |
| --- | ------------------------ | -------------------------------------------------------------------- | ------------------------- | ---- | --------- | ----------------------------------------------------- |
| 1.  | 7 de febrero de 2014     | Campo de juego de Sion Hill, Kingstown, San Vicente y las Granadinas | Dominica                  | 2 –0 | 3–2       | Amistoso                                              |
| 2.  | 5 de septiembre de 2014  | Antigua Recreation Ground, St. John's, Antigua y Barbuda             | Anguila                   | 3 –0 | 4–0       | Clasificación Copa del Caribe 2014                    |
| 3.  | 21 de septiembre de 2014 | AO Shirley Recreation Ground, Road Town, Islas Vírgenes Británicas   | Islas Vírgenes Británicas | 2 –0 | 6–0       | Amistoso                                              |
| 4.  | 21 de septiembre de 2014 | AO Shirley Recreation Ground, Road Town, Islas Vírgenes Británicas   | Islas Vírgenes Británicas | 3 –0 | 6–0       | Amistoso                                              |
| 5.  | 11 de octubre de 2018    | Stade Municipal Dr. Edmard Lama, Cayenne, Guayana Francesa           | Guayana Francesa          | 1 –0 | 1–0       | Clasificación de la Liga de Naciones CONCACAF 2019-20 |
| 6.  | 30 de marzo de 2021      | Estadio Ergilio Hato, Willemstad, Curazao                            | Islas Vírgenes Británicas | 3 –0 | 3–0       | Clasificación para la Copa Mundial de la FIFA 2022    |
| 7.  | 6 de junio de 2022       | Estadio Arnos Vale, Arnos Vale, San Vicente y las Granadinas         | Nicaragua                 | 1 –0 | 2–2       | 2022-23 CONCACAF Liga de Naciones B                   |